# Erica lecomtei
Erica lecomtei är en ljungväxtart. Erica lecomtei ingår i släktet klockljungssläktet, och familjen ljungväxter.

## Underarter
Arten delas in i följande underarter:
- E. l. lecomtei
- E. l. ravinakely